# Wallfahrtsspiegel

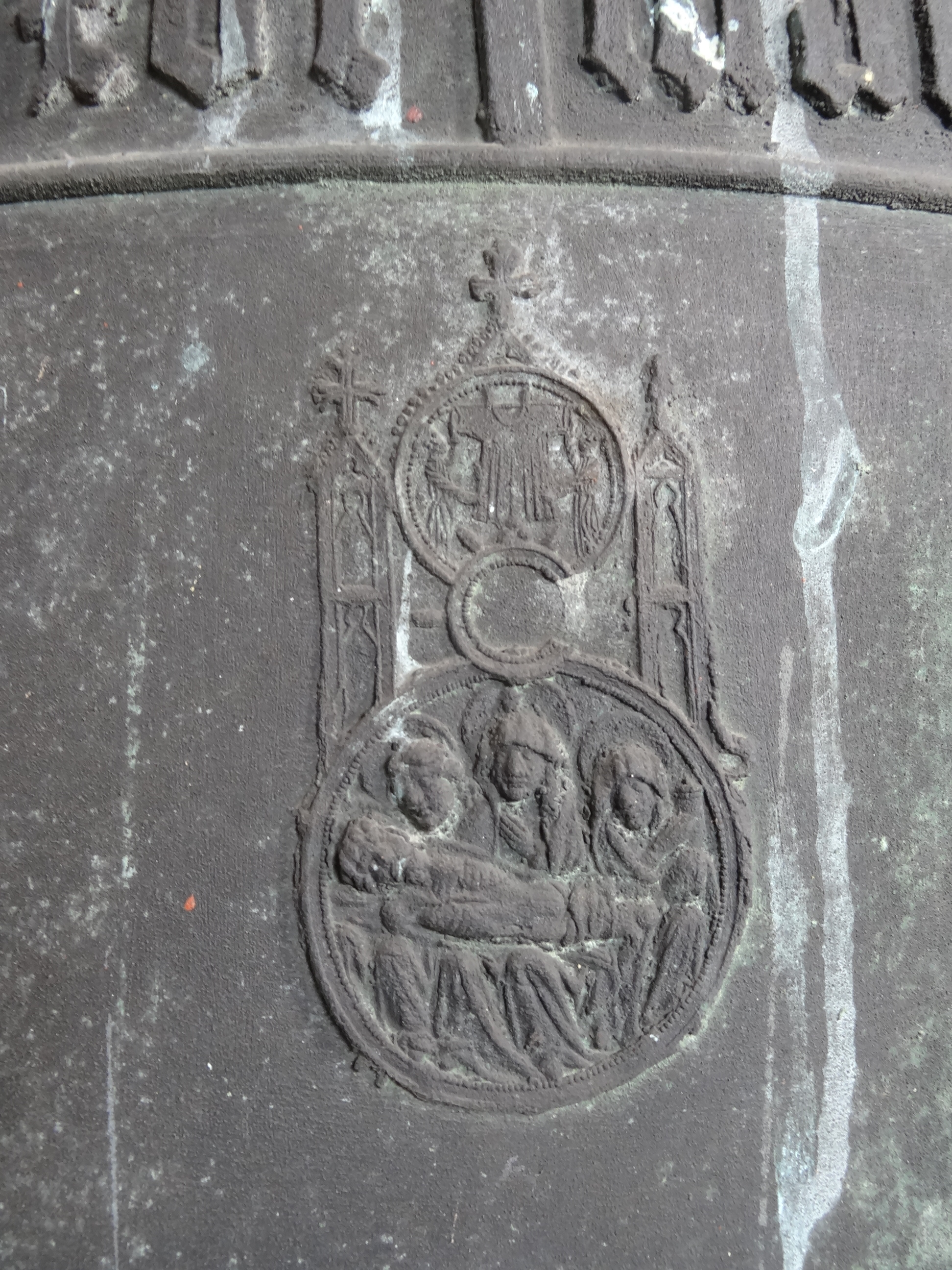
Abguss eines Aachener Wallfahrtsspiegels auf der Glocke der Kirche St. Peter in Großen-Linden (1476). Der Spiegel wurde in dem kleinen runden Mittelfeld angebracht.

Wallfahrtsspiegel waren Devotionalien, die im Mittelalter für Heiligtums- oder Wallfahrten hergestellt wurden. Die aus einer Blei-Zinn-Legierung gegossenen Gitterrahmen, die häufig Motive des zu verehrenden Heiligtums, der Heiligen sowie von Engeln und Klerikern zeigten, besaßen meist vier bis sechs Zapfen oder Halteösen, mit deren Hilfe kleine Konvexspiegel befestigt wurden. Insbesondere bei Fernweisungen der Heiligtümer sollten die Pilger mit Hilfe der Spiegel  etwas vom Segensschein der Reliquien einfangen und mit nach Hause nehmen können.
Wallfahrtsspiegel wurden in hohen Stückzahlen hergestellt und während der Heiligtums- und Wallfahrten an die Pilger verkauft. In der Volksfrömmigkeit waren sie weit verbreitet. Aufgrund der Zerbrechlichkeit des filigranen Rahmens und der Spiegel sind heute nur sehr vereinzelte Spiegelzeichen erhalten. Häufig wurden derartige Pilgerzeichen zur Verzierung von Glocken verwendet, so dass sich auf diese Art und Weise einige Spiegelzeichen bildlich erhalten haben.
Johannes Gutenberg war ein bekannter Hersteller von Wallfahrtsspiegeln. Im Jahr 1438 wurde mit dem Vogt Hans Riffe von Lichtenau vertraglich geregelt, dass Gutenberg eine Geschäftsgemeinschaft in Straßburg gründen durfte, um Wallfahrtsandenken für die Aachener Heiligtumsfahrt im Jahre 1440 zu produzieren.